# 蓋特韋 (阿肯色州)
蓋特韋（英語：Gateway）是一個位於美國阿肯色州本頓縣的市鎮。根據2020年美國人口普查，該地共人口436人，而該地的面積約為16.99平方千米。

## 地理
蓋特韋的座標為36°29′10″N 93°56′18″W / 36.48611°N 93.93833°W，而該地的平均海拔高度為468米（即1535英尺）。